# 12373 Lancearmstrong
12373 Lancearmstrong este o planetă minoră (asteroid), cu un diametru de 3,291 km, din centura de asteroizi. A fost descoperită pe 15 mai 1994 la Observatorul Palomar de Charles P. de Saint-Aignan⁠(d) și a fost numită după Lance Armstrong. 
Obiectul prezintă o orbită caracterizată de o semiaxă mare de 2,4508738 UAi, o excentricitate de 0,12, o înclinație de 6,754 ° în raport cu ecliptica.